# Sender Marítim d'Anglesey
El Sender Marítim d'Anglesey (Anglesey Coastal Path en anglès) discorre per tota la longitud de l'Àrea de Destacada Bellesa Natural en Anglesey, Gal·les. És una xarxa senders amb drets de pas a Anglaterra i Gal·les públics i alguns estan designats com a senders permissius.
La ruta segueix la costa d'Anglesey, gairebé donant la volta completa. Hi ha dos punts en els quals el camí no travessa les finques: en Plas Newydd i en Llanfachraeth. Com és circular, oficialment comença i acaba en Holyhead.
El sender està ben senyalitzat per tot el recorregut.
Els fons de l'Objectiu Europeu han contribuït en aquest projecte, que pretén satisfer la creixent demanda de passejos costaners. El camí va ser creat per una associació dirigida per l'agència comunitària Menter Môn i el Consell Comtal de l'illa d'Anglesey. Es va inaugurar formalment pel primer ministre de Gal·les Rhodri Morgan el 9 de juny de 2006.

## Punts de pas del sender
Començant en Holyhead i en sentit contrari a les agulles del rellotge, el sender travessa o passa a prop de:
| N. | Imatge | Tipus                      | Localització                | Autoritat unitària | Observacions |
| -- | ------ | -------------------------- | --------------------------- | ------------------ | --- |
| 1  |        | Port                       | Holyhead                    | Anglesey           | Ubicat a la ciutat més gran d'Anglesey. |
| 2  |        | Far                        | South Stack                 | Anglesey           | El far és considerat com un dels icons d'Anglesey. |
| 3  |        | Platja                     | Illa Holy                   | Anglesey           | Situada a l'illa més gran d'Anglesey. |
| 4  |        | poble                      | Trearddur                   | Anglesey           | Situat en una badia, al sud de Holyhead, en la costa oest de l'illa Holy. |
| 5  |        | Poble                      | Rhoscolyn                   | Anglesey           | Poble proper a la platja de Borthwen amb un accés complicat. |
| 6  |        | Poble                      | Rhosneigr                   | Anglesey           | Situat a 10 km al sud-est de Holyhead. |
| 7  |        | Cambra funerària neolítica | Barclodiad y Gawres         | Anglesey           | Un clar exemple d'una tomba de corredor amb forma de creu |
| 8  |        | església                   | Església de Cribinau        | Anglesey           | Cribinau és una petita illa mareal situada a la costa sud-oest d'Anglesey.                                                                                                   |
| 9  |        | Poble                      | Aberffraw                   | Anglesey           | Aberffraw està situat juntament a la ribera oest del riu Ffraw. |
| 10 |        | Església                   | Església de Llangadwaladr   | Anglesey           | En l'església es troba la tomba de Cadfan ap Iago, Rei de Gwynedd (c. 616—c. 625).                                                                                           |
| 11 |        | Illa                       | Illa Llanddwyn              | Anglesey           | L'illa Llanddwyn és una petita illa mareal. La ciutat més propera és Newborough.                                                                                             |
| 12 |        | Pont                       | Pont Britannia              | Anglesey           | Pont sobre l'estret de Menai, entre les illes d'Anglesey i Gran Bretanya. |
| 13 |        | Estret                     | Swellies                    | Anglesey           | És el pas de navegació més perillós de l'estret de Menai. |
| 14 |        | Illa                       | Illa de Dysilio             | Anglesey           | Petita illa solament accessible a peu des del passeig Belga. |
| 15 |        | Pont                       | Pont penjant de Menai       | Anglesey           | Un dels primers ponts penjants del món, dissenyat per Thomas Telford. |
| 16 |        | Poble                      | Menai Bridge                | Anglesey           | És el tercer major assentament de l'illa, amb una població de 3146 habitants.                                                                                                |
| 17 |        | Poble                      | Llandegfan                  | Anglesey           | El poble original Hen Llandegfan se situava a l'antic camí des del creuament de l'estret de Menai en Porthaethwy via Pentraeth fins a Beaumaris.                             |
| 18 |        | Castell                    | Beaumaris                   | Anglesey           | És l'antiga ciutat comtal de l'illa d'Anglesey i es localitza en la costa de l'entrada est de l'estret de Menai.                                                             |
| 19 |        | Promontori                 | Penmon                      | Anglesey           | Es troba a uns 5 km a l'est de la ciutat de Beaumaris, en la comunitat de Llangoed.                                                                                          |
| 20 |        | Illa                       | Isla Puffin                 | Anglesey           | Es tracta d'una illa deshabitada situada a l'extrem oriental d'Anglesey. |
| 21 |        | Badia                      | Traeth Coch                 | Anglesey           | Es una àmplia badia de sorra i una zona d'excepcional bellesa natural, en la costa est.                                                                                      |
| 22 |        | Poble                      | Benllech                    | Anglesey           | Es troba en la comunitat de Llanfair-Mathafarn-Eithaf. Té 3408 habitantes.                                                                                                   |
| 23 |        | Poble                      | Moelfre                     | Anglesey           | Fou el lloc del naufragi en 1859 del Royal Charter a la fi del seu viatge des deAustràlia fins a Liverpool.                                                                  |
| 24 |        | Monument commemoratiu      | Memorial Royal Charter      | Anglesey           | Monument del naugragi del Royal Charter, vaixell que viatjava des d'Austràlia a Liverpool on es van perdre 459 vides.                                                        |
| 25 |        | Badia                      | Dulas Bay                   | Anglesey           | És una petita badia en la costa nord a l'est d'Anglesey envoltada per tres platges.                                                                                          |
| 26 |        | Poble                      | Amlwch                      | Anglesey           | Conegut pel seu patrimoni industrial, és la localitat més septentrional de Gal·les.                                                                                          |
| 27 |        | Poble                      | Bull Bay                    | Anglesey           | La línia de costa es rocosa amb moltes coves. Algunes d'aquestes roques tenen uns 570 milions d'anys, el que les situen entre les més antigues de Gal·les.                   |
| 28 |        | Parròquia                  | Llanbadrig                  | Anglesey           | Parts de la pel·lícula de 2006. Half Light, protagonitzada per Demi Moore, es varen rodar en Llanbadrig, tot i que la pel·lícula es va desenvolupar principalment a Escòcia. |
| 29 |        | Poble                      | Cemaes                      | Anglesey           | Situat en la badia de Cemaes, és una Àrea de Destacada Bellesa Natural, en part propietat de la National Trust for Places of Historic Interest or Natural Beauty.            |
| 30 |        | Central nuclear            | Wylfa Nuclear Power Station | Anglesey           | Wylfa fou la última central de Magnox que es construirà al Regne Unit. Actualment és la última central de Magnox en funcionament en el món.                                  |
| 31 |        | Llacuna                    | Llacuna Cemlyn              | Anglesey           | Cemlyn és una badia i llacuna en la costa nord-oest d'Anglesey, aproximadament a 2,5 km a l'oest de la central nuclear Wylfa, dins de la comunitat de Cylch-y-Garn.          |
| 32 |        | Promontori                 | Carmel Head                 | Anglesey           | Carmel Head és un destacat promontori coster en la punta noroest de l'illa d'Anglesey.                                                                                       |
| 33 |        | Terraplè                   | Stanley Embankment          | Anglesey           | És un terraplè amb ferrocarril, carretera i carril bici que connecta l'illa d'Anglesey i Holy Island.                                                                        |
| 34 |        | Parc                       | Penrhos Country Park        | Anglesey           | Es troba juntament amb l'autopista A55, colindant amb la badia Beddmanarch.                                                                                                  |
| 35 |        | Ciutat                     | Holyhead                    | Anglesey           | Amb una població de 11 237 habitants, és la major ciutat en el comtat d'Anglesey.                                                                                            |